# The Long Voyage
The Long Voyage est une nouvelle de Charles Dickens. Elle est publiée le 31 décembre 1853 dans le magazine Household Words.

## Résumé
Cette nouvelle raconte le réveillon du jour de l'An d'un homme seul « assis près du feu, pensant à ce qu'il a lu dans les livres de voyage », alors que lui-même n'a jamais été « autour du monde, n'a jamais été naufragé, environné de glace, scalpé ou mangé ».
Certains des livres qu'il a lus concernent Christophe Colomb, James Bruce qui chercha la source du Nil, John Franklin qui fit « un malheureux voyage par voie terrestre » et se perdit en cherchant un passage par le nord-ouest en Arctique, des esclavagistes et du commerce triangulaire, et Mungo Park, un explorateur écossais qui a écrit Travels in the Interior of Africa. Il parle aussi d'une « créature horrible », Alexander Pearce (en), qui s'échappa d'une colonie pénitentiaire et mangea ses compagnons de fuite. Il raconte ensuite l'histoire des révoltés de la Bounty et de Thursday October Christian I, le fils de Fletcher Christian, qui se mutina contre le capitaine Bligh et l'abandonna au milieu de l'océan.
Il lit ensuite le destin tragique du Halsewell, un naufrage sur les rochers de l'Île de Purbeck au cours duquel périrent 160 personnes ; le capitaine Pierce resta pour réconforter ses filles alors qu'il aurait pu se sauver. Il termine en racontant l'histoire du Grosvenor, navire marchand anglais qui s'échoua le 4 août 1782 sur les côtes d'Afrique du Sud et dont seulement 13 personnes sur 125 retournèrent à la civilisation.
Après avoir médité sur ces histoires, il en vient à une prise de conscience surprenante sur « le long voyage » tout en regardant le feu de ce premier janvier 1853.